# Loi Schiappa
Lire en ligne

sur Légifrance :
Loi n° 2018-703 du 3 août 2018 renforçant la lutte contre les violences sexuelles et sexistes

La Loi n° 2018-703 du 3 août 2018 renforçant la lutte contre les violences sexuelles et sexistes ou Loi Schiappa est une loi française datant de 2018, visant à condamner plus facilement les violences sexuelles et sexistes.
Parmi les principales mesures, cette loi introduit les délits de harcèlement groupé, qui réprime les phénomènes de cyberharcèlement en groupe, et d'outrage sexiste, qui vise le harcèlement de rue. D'autres mesures visent à renforcer la lutte contre les abus sexuels sur mineurs : ainsi, la loi porte le délai de prescription des crimes sexuels sur mineurs à trente ans après leur majorité, contre vingt ans auparavant. L'article 2 de la loi règle les relations sexuelles entre majeurs et mineurs de moins de 15 ans; son interprétation exacte est contestée.
Le texte est porté au Parlement français par la secrétaire d'État Marlène Schiappa et la ministre de la justice Nicole Belloubet.
La loi est étudiée à l'Assemblée nationale en mai 2018. Adoptée à l'unanimité au Sénat puis par l'Assemblée nationale, elle est promulguée le 3 août 2018.

## Histoire
En octobre 2017, Marlène Schiappa  annonce préparer pour 2018 un projet de loi qui prévoit notamment de verbaliser le harcèlement de rue, d'allonger la prescription des crimes sexuels sur mineurs et de fixer un âge en dessous duquel un enfant ne saurait être considéré comme consentant à une relation sexuelle. Connue comme la « loi Schiappa »,,, portée avec la ministre de la Justice Nicole Belloubet, le « projet de loi renforçant la lutte contre les violences sexuelles et sexistes » est étudié à l'Assemblée nationale en mai 2018. Le texte est adopté à l'unanimité au Sénat et à l'Assemblée nationale les 31 juillet et 1er août, et promulgué le 3 août 2018.

## Contenu de la loi
Parmi les mesures de la loi :
- Le délai de prescription des crimes de nature sexuelle ou violente commis sur des mineurs est allongé à trente ans à compter de la majorité des victimes, contre vingt ans auparavant.
- La création du délit d'outrage sexiste (harcèlement de rue), qui n'inclut pas les « regards appuyés »[9], avec une première condamnation le 25 septembre 2018[10].
- Participer à une opération de déferlement de haine en ligne et de cyber-harcèlement en meute sera puni par la loi, dès l’envoi d’un message, d’un tweet, d’un commentaire.
- Des mesures concernant la répression des abus sexuels sur les mineurs, avec notamment des peines alourdies (par exemple, pour qu'un viol sur mineur soit reconnu en France, il faut prouver qu’il y a eu « violence, contrainte, menace ou surprise », et ce même pour un enfant de moins de 15 ans. La Loi Schiappa ajoute dans le code pénal « Lorsque les faits sont commis sur la personne d’un mineur de 15 ans, la contrainte morale ou la surprise sont caractérisées par l’abus de la vulnérabilité de la victime ne disposant pas du discernement nécessaire pour ces actes » et pour tous les mineurs, y compris de 15 à 18 ans, « la contrainte morale ou la surprise peuvent résulter de la différence d’âge existant entre la victime et l’auteur des faits ».)
- La définition du viol est élargie à toute pénétration sexuelle, peu importe si la victime est la personne pénétrée ou la personne qui pénètre. Cet élargissement permet donc de considérer qu'une femme peut violer un homme en le forçant à la pénétrer mais aussi qu'un individu qui force la victime a recevoir une fellation commet un viol. Avant cette loi, ces actes étaient considérés comme des agressions sexuelles[11] en raison de l'ancienne formulation de l'article 222-23 du code pénal et du principe d'interprétation stricte de la loi pénale.
- Des dispositions qui visent à durcir la lutte contre le harcèlement sexuel et moral, notamment en augmentant les peines de prison prévues selon les cas.
- Utiliser la drogue du viol, ou une substance à l’insu de la victime pour profiter d’elle, est désormais puni de 5 ans de prison et devient une circonstance aggravante du viol (20 ans) et de l’agression sexuelle (7 ans).
- Commettre des violences sur sa compagne devant ses enfants aggrave fortement les peines encourues.
- Les professionnels, les personnes en situation de handicap et leurs aidants seront sensibilisés et formés aux violences sexistes et sexuelles afin de mieux les combattre.
- Le fichier des délinquants sexuels est désormais ouvert aux structures intercommunales afin de mieux protéger les enfants notamment dans le milieu scolaire et périscolaire.
- Les enseignants seront formés à la prévention et à la lutte contre les violences sexistes et sexuelles, au respect du non-consentement et au cyberharcèlement afin de mieux accompagner leurs élèves au quotidien.
- Filmer sous les jupes d'une femme est désormais puni de 2 ans de prison.
- Le harcèlement de rue est aussi condamné s’il est commis en raison de l’orientation sexuelle, vraie ou supposée, de la victime.
- Les agresseurs devront suivre, à leurs frais, un stage de sensibilisation à l’égalité entre les femmes et les hommes.

## Débats
L'article du projet de loi portant sur la non-fixation d'un âge en dessous duquel on caractériserait automatiquement un viol, a suscité les critiques de l'opposition et de certaines associations féministes. Elles estiment qu'une atteinte sexuelle sur mineur avec pénétration est un viol, car elle se fait forcément sous contrainte morale. Ils alertent sur le risque de « correctionnalisation » des viols de mineurs, et sur le risque de culpabilisation des victimes. Or, une telle disposition aurait été inconstitutionnelle. Le 21 mars 2018, le Conseil d'État avait effectivement vu dans ce seuil une entorse aux textes fondateurs du droit français : « L'automaticité qu'induit ce seuil bafoue la présomption d'innocence », expliquait à Marianne Jacky Coulon, secrétaire national du Syndicat de la magistrature. « C'est un principe de base de la Déclaration des droits de l'homme et du citoyen de 1789, qui est elle-même incluse dans notre Constitution […]. L'inclure dans un texte le rendrait inconstitutionnel […]. Respecter ces principes garantit que la loi puisse s’appliquer en n’étant pas censurée, donc annulée, quelques mois ou années après sa promulgation. Il vaut mieux une loi applicable qu’une loi censurée » indiquait quant à lui le secrétariat d'État. La loi ne pose donc pas de limite d'âge au niveau du consentement sexuel, laissant une large marge d'interprétation au juge, bien que Marlène Schiappa affirme l'inverse, mettant en avant son article 2, qui dispose « la contrainte morale ou la surprise sur un mineur de moins de 15 ans peuvent résulter de l'abus de l'ignorance de la victime ne disposant pas de la maturité ou du discernement nécessaire »,.
L'article créant le délit d'outrage sexiste et le sanctionnant d'une amende a aussi fait l'objet de critiques quelques mois après l'adoption de la loi et les premières condamnations pour ce délit. Plusieurs associations pensent qu'il peut avoir des effets délétères en raison du risque de déqualification de faits d'agression sexuelle, passibles de peines plus lourdes, en simple outrage sexiste. Plusieurs cas de déqualification de ce type ont été relevés parmi les condamnations prononcées, malgré une circulaire ministérielle précisant que « la qualification d’outrage sexiste ne devra être retenue que dans l’hypothèse où les faits ne pourraient faire l’objet d’aucune autre qualification pénale plus sévère ». L’Association européenne contre les violences faites aux femmes au travail (AVFT) a donc proposé que la loi soit modifiée pour qu'elle entérine le contenu de cette circulaire.